# カール2世 (オーストリア大公)
カール2世（Karl II., 1540年6月3日 - 1590年7月10日）は、オーストリア大公（内オーストリア大公）。ハプスブルク家領のうちシュタイアーマルク、ケルンテン、クラインを治めた。神聖ローマ皇帝フェルディナント1世と皇后アンナの三男。

## 生涯
バイエルン公アルブレヒト5世と姉アンナの娘で姪に当たるマリア・アンナ・フォン・バイエルンと叔姪婚を行い、皇帝位を継承したフェルディナント2世を含めて15人の子をもうけた。

## 子女
- フェルディナント（1572年）
- アンナ（1573年 - 1598年） - 1592年、ポーランド＝スウェーデン王ジグムント3世と結婚
- マリア・クリスティーナ（1574年 - 1621年） - 1595年、トランシルヴァニア公バートリ・ジグモンドと結婚（1599年離婚）
- カタリーナ・レナータ（1576年 - 1599年）
- エリーザベト（1577年 - 1586年）
- フェルディナント2世（1578年 - 1637年） - 神聖ローマ皇帝
- カール（1579年 - 1580年）
- グレゴリア・マクシミリアーネ（1581年 - 1597年）
- エレオノーレ（1582年 - 1620年） - ハル司教座聖堂参事会員
- マクシミリアン・エルンスト（1583年 - 1616年） - ドイツ騎士団オーストリア大管区長
- マルガレーテ（1584年 - 1611年） - 1599年、スペイン王フェリペ3世と結婚
- レオポルト5世（1586年 - 1632年）　前方オーストリア大公
- コンスタンツェ（1588年 - 1631年） - 1602年、ポーランド王ジグムント3世（長姉の寡夫）と結婚
- マリア・マグダレーナ（1589年 - 1631年） - 1608年、トスカーナ大公コジモ2世と結婚
- カール（1590年 - 1624年） - ドイツ騎士団総長、ブレスラウ司教

| 爵位・家督               | 爵位・家督                         | 爵位・家督               |
| ------------------------ | ---------------------------------- | ------------------------ |
| 先代 フェルディナント1世 | 内オーストリア大公 1564年 - 1590年 | 次代 フェルディナント2世 |
| 爵位・家督               |                                    |                          |
| 先代 フェルディナント1世 | クライン公 1564年 - 1590年         | 次代 フェルディナント2世 |